# Brayan Sánchez
Brayan Stiven Sánchez Vergara (Medellin, Antioquia, 3 de junho de 1994) é um ciclista profissional colombiano que atualmente corre para a equipa colombiana Medellín de categoria Continental.

## Palmarés

### Pista
- 2017
  - Jogos Bolivarianos
  -  Medalha de ouro em Perseguição por equipas
  -  Medalha de prata em Perseguição individual

- 2018
  - Jogos Sul-americanos
  -  Medalha de ouro em Perseguição por equipas
  - Campeonato da Colômbia de Ciclismo em Pista
  -   Ouro em Perseguição individual
  -   Ouro em Perseguição por equipas (junto com Marvin Angarita, Carlos Tobón e Juan Esteban Arango)
  -   Ouro em Madison ou Americana (junto com Juan Esteban Arango)

- 2019
  - Jogos Pan-Americanos
  -  Medalha de Prata em Perseguição por equipas (junto com Juan Esteban Arango, Jordan Parra e Marvin Angarita)
  -  Medalha de Bronze em Madison (junto com Juan Esteban Arango)

### Estrada
- 2019
  - 1 etapa da Volta à Colômbia
  - 1 etapa do Clássico RCN

- 2021
  - 2 etapas da Volta à Colômbia
  - 1 etapa do Tour de Ruanda

## Equipas
- Aguardiente Antioqueño-Loteria de Medellín-IDEIA (2014)
- Orgullo Antioqueño (2015)
- Team Jamis (2016)
- EPM (2017)
- Holowesko Citadel (2018)
- Orgullo Paisa (2019-2020)
- Medellín (2021-)